# Sabine de Rome
Pour les articles homonymes, voir Sabine et Sainte Sabine.

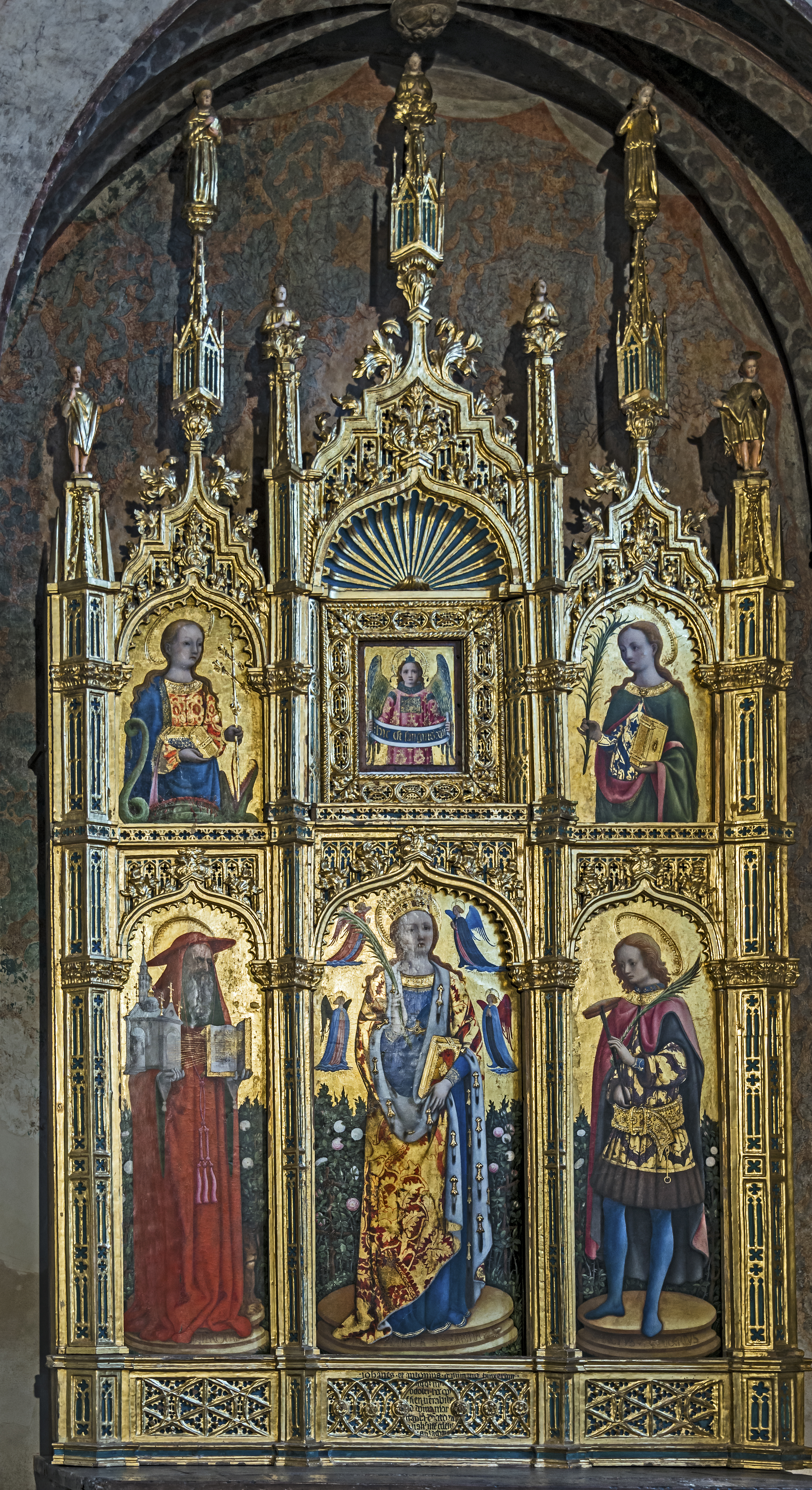
Polyptyque de sainte Sabine - 1443 Venise

Sabine ou Savine, dite de Rome, est une sainte catholique et orthodoxe, martyre à Vindena en 126. Sa fête est le 29 août.

## Éléments biographiques

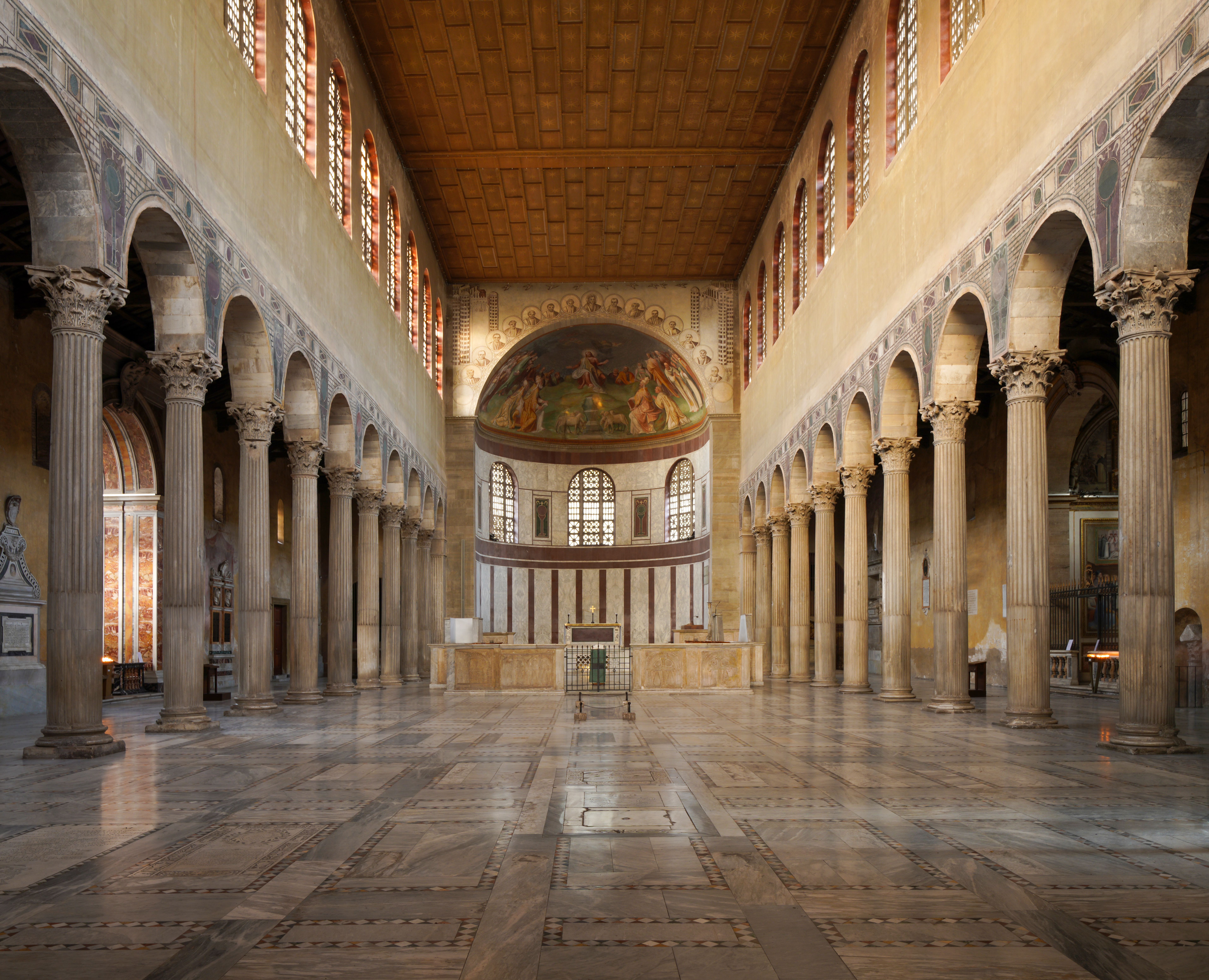
La basilique Sainte-Sabine, élevée en son honneur, à Rome.

Sabine est une chrétienne du IIe siècle, martyrisée le 29 août 126, à Vindena en Ombrie, sous le règne d'Hadrien.

## Hagiographie

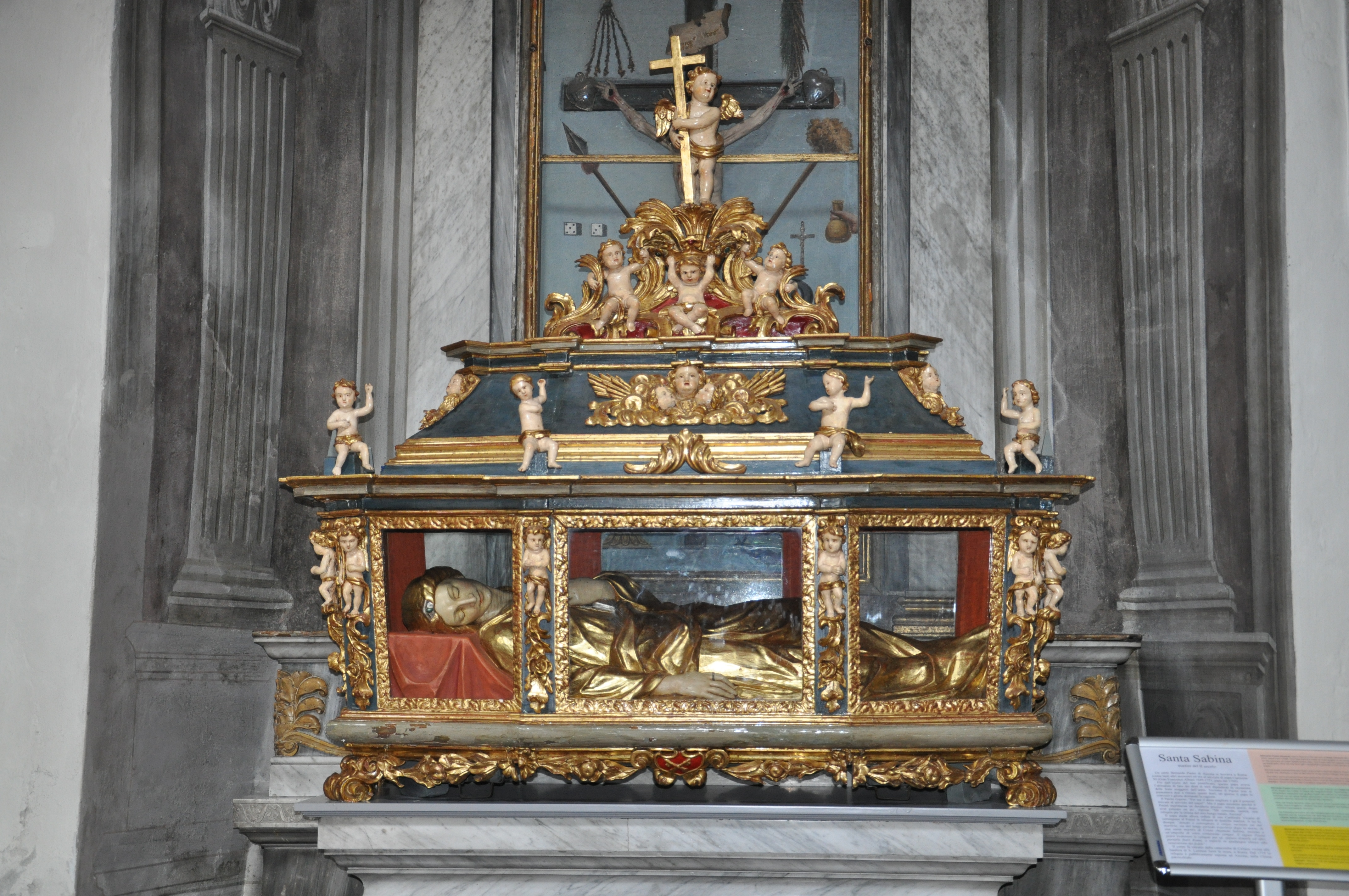
Photo prise dans le reliquaire Sainte-Sabine, Santi Pietro e Paolo in Ascona.

Une traduction de ses reliques, pendant l'Antiquité, aurait fait naître la version d'une sainte romaine, avec sa servante Séraphie. 
Une autre légende date de la traduction de ses reliques et de celles de Savinien en Gaule. Elle serait morte à Troyes, en apprenant la nouvelle du martyre de son frère.
Selon une autre version, elle aurait subi le martyre pour avoir inhumé sainte Séraphie, sa servante, elle-même persécutée à cause de sa foi chrétienne. 

## Honneurs rendus à Sainte Sabine
Elle est fêtée le 29 août sous le nom de sainte Sabine.
En son honneur, trois siècles après son martyre, une riche Romaine fit élever sur ses terres, en 425, une basilique qui existe encore de nos jours.

## Représentation
Sainte Sabine, ayant beaucoup voyagé selon sa légende, est représentée avec les attributs du pèlerin : bourdon, pèlerine avec capuchon ou grand chapeau, besace, livre, et parfois la palme du martyre.
Elle figure sur une clef de voûte de la basilique Sainte-Sabine, à Rome ; à Arconcey, à Rigny, à Saint-Germain.

## Sources
- « Sainte Savine ; Sabina, 29 août ; Sabine », dans Jacques Baudoin, Grand livre des saints : culte et iconographie en Occident, Éditions Créer, 2006, p. 430 [Extraits en ligne].
- Sainte Sabine sur Nominis.

## Liens
- Notice dans un dictionnaire ou une encyclopédie généraliste :   - Gran Enciclopèdia Catalana